# Ribeirão Capivari
Ribeirão Capivari är ett vattendrag i Brasilien.   Det ligger i delstaten Goiás, i den centrala delen av landet, 290 km sydväst om huvudstaden Brasília.
Omgivningarna runt Ribeirão Capivari är en mosaik av jordbruksmark och naturlig växtlighet. Runt Ribeirão Capivari är det glesbefolkat, med 13 invånare per kvadratkilometer.